# Limana
Limana é uma comuna italiana da região do Vêneto, província de Belluno, com cerca de 4.506 habitantes. Estende-se por uma área de 39 km², tendo uma densidade populacional de 116 hab/km². Faz fronteira com Belluno, Revine Lago (TV), Sedico, Trichiana, Vittorio Veneto (TV).

## Demografia
| Variação demográfica do município entre 1861 e 2011                               |
|                                                                                   |
| Fonte: Istituto Nazionale di Statistica (ISTAT) - Elaboração gráfica da Wikipedia |